# Kurkisaari (ö i Södra Savolax, Nyslott, lat 62,10, long 29,22)
Kurkisaari är en ö i Finland. Den ligger i sjön Lakianjärvi och i kommunen Nyslott i  landskapet Södra Savolax, i den sydöstra delen av landet, 300 km nordost om huvudstaden Helsingfors. Öns area är 1,7 hektar och dess största längd är 290 meter i sydöst-nordvästlig riktning.